# کلاته محمدباقر
کلاته محمدباقر، روستایی از توابع بخش گلبهار شهرستان چناران در استان خراسان رضوی ایران است.این روستا با باغ های زیبا پوشیده شده و فضایی سرسبز و زیبا دارد

## جمعیت
این روستا در دهستان بیزکی قرار دارد و براساس سرشماری مرکز آمار ایران در سال ۱۳۸۵، جمعیت آن زیر سه خانوار بوده‌است.در سال ۱۴۰۳ این جمعیت به ۲۵ خانوار افزایش پیدا کرده است